# Димитър Димитров (кмет на Русе)
Вижте пояснителната страница за други личности с името Димитър Димитров.
Димитър Димитров Петков е български политик, кмет на Русе (15 февруари 1956 – 14 април 1959).

## Биография
Роден е на 9 октомври 1916 г. в Пожарево. По-късно родителите му се преместват в Кубрат. След завършване на основното образование става обущарски работник и симпатизира на Работническата партия. След 9 септември 1944 г. работи в Градския комитет на БКП в Кубрат и завършва партийна школа. После се установява в Русе и постъпва на партийна работа. От 1953 г. е първи секретар на ГК на БКП. На 15 февруари 1956 г. е избран за председател на Изпълнителния комитет на Градския народен съвет (кмет) на Русе.
По време на кметуването си остава в сянката на тогавашния първи секретар на Окръжния комитет на БКП в Русе Пенчо Кубадински. Независимо от някои свои отрицателни качества последният далеч превъзхожда кметовете от онова време с широкия си поглед и комплексен подход при решаване на проблемите на града. Всичко, което е направено тогава, е свързано с името на Кубадински. За председателя на ИК на ГНС и общинските служби остават дребните текущи въпроси на гражданите. Д. Димитров се оказва добър изпълнител на задачите, поставени от окръжния партиен лидер и особено в мащабната строителна програма, започната още с идването на Кубадински в града.
Най-големият успех е завършването на монументалната сграда на Русенския университет. Започва строителството на окръжната болница, на ново училище до кооперативния пазар (днешното СОУ „Й. Йовков“), на 2 детски градини и др. Ускорява се жилищното строителство, продължава промишленото строителство и модернизирането на предприятията.
След приключване на мандата си Д. Димитров преминава на работа в Окръжния комитет на БКП, а впоследствие става представител на Параходство Българско речно плаване в Румъния и Югославия.
Загива при автомобилна катастрофа на 25 март 1989 г.